# Bustier

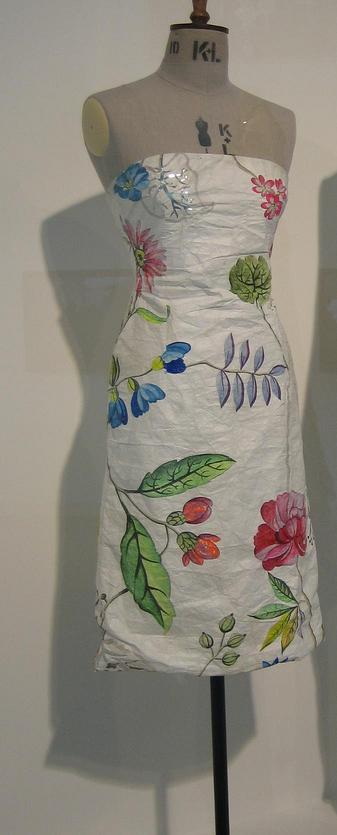
Robe bustier sans bretelles

Un bustier est un sous-vêtement féminin qui soutient la poitrine. Ce vêtement à ne pas confondre avec un corset (celui-ci étant bien plus rigide et n'ayant pas le même but) ne dépassant pas la limite supérieure du soutien-gorge peut se fixer, ou non, au moyen de bretelles. Si ce corsage n'en possède pas, on peut avoir recours à un baleinage pour rigidifier sa structure. En l'absence de bretelles, ce vêtement nécessite en outre un ajustage parfait. Le bustier se prépare ainsi sur mesure ou bien peut être acheté dans des boutiques de lingerie spécialisées. Si le bustier désigne aujourd'hui les corsages dont la partie supérieure s'arrête en dessous des aisselles, un véritable bustier est en réalité un corsage baleiné pouvant faire office de soutien-gorge.

## Confection
Le bustier, par ses formes proches du corps, impose des techniques de coutures particulières. En particulier, sa confection impose l'usage de pinces et parfois également de baleines. Il est à distinguer du corset, qui vise davantage à maintenir la taille.

### Baleines
Tout comme le corset, le bustier peut posséder des baleines. Ces dernières servent d'armature et servent à rigidifier le vêtement. Elles sont toujours cousues à l'intérieur du vêtement et la plupart du temps glissées dans une coulisse prévue à cet effet. En particulier, les baleines utilisées pour les bustiers sont en général en plastique de 8 mm, plus fines et moins rigides que celles conçues pour les jupons. Le nombre de baleines ajoutées au bustier dépend de la rigidité souhaitée et du nombre de pièces de tissus utilisé pour fabriquer le bustier. 

### Mesures spécifiques
Le bustier traditionnel a conservé une structure similaire à celle du corset et a gardé l'un de ses avantages : la possibilité - acquise par sa rigidité - de modifier la silhouette, et en particulier l'allure de la poitrine. Cependant, le bustier impose également un ajustement parfait au corps de celle qui le porte. Une mesure du tour du corps au-dessus de la poitrine est nécessaire pour limiter les effets de bâillement au niveau du décolleté, une mesure en dessous permet de préciser l'effet voulu : remonter ou retenir la poitrine. Cette seconde mesure est nécessaire pour ajuster au mieux le galbe de la poitrine.

### Formes de bustier

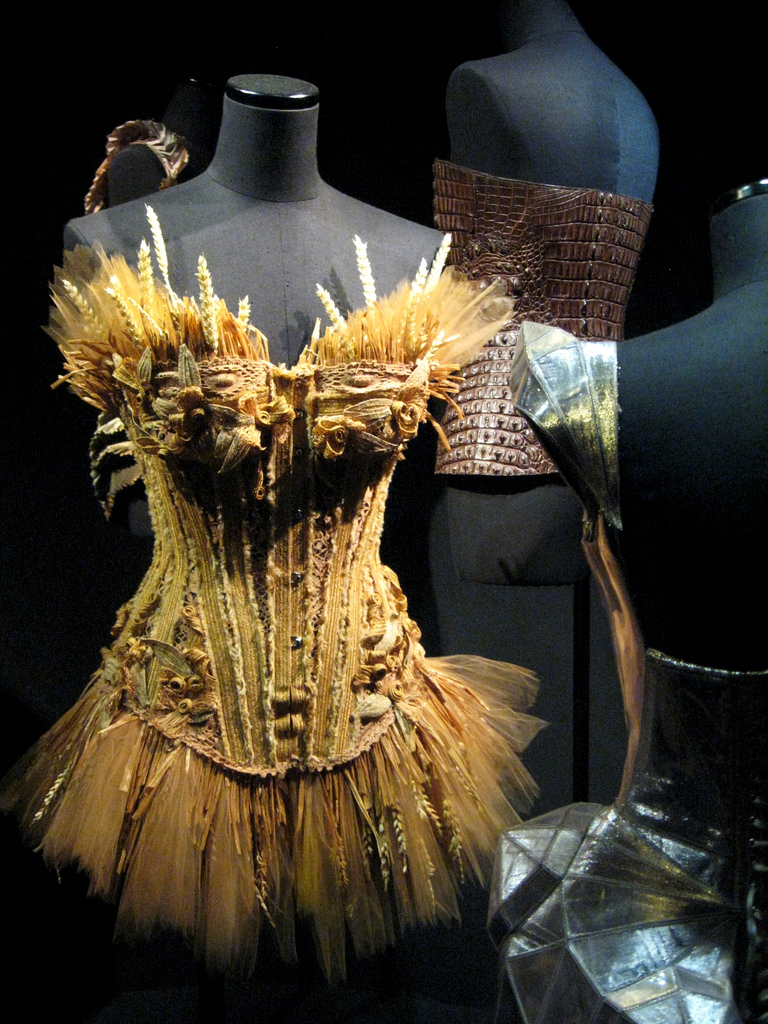
Bustier à balconnets de Jean-Paul Gaultier, exposé en 2011 à Montréal

Le principe du bustier, au même titre que celui du corset, est de suivre aussi près que possible les lignes du corps et de les modifier légèrement si cela s'avère nécessaire. 
Découpe en cœurVu de face, le bustier présente deux lignes obliques qui se coupent au niveau de la taille, dessinant un cœur dont la partie principale est au niveau des seins.
Bustier à balconnetsRiche en baleines, ce bustier est très proche du corset. Deux pièces de tissus sont dessinées de manière à galber la poitrine séparément du reste du corps tout en formant un décolleté franc. La poitrine est ainsi relevée et mise en valeur.
Bustier drapéLe drapé est un morceau de tissu superposé au bustier qui met en valeur le galbe de la poitrine par ses nombreux plis, horizontaux ou obliques. En particulier, les étoffes légères telles que la mousseline, l'organza ou le tulle se prêtent bien à ce type de bustier. Le drapé horizontal est constitué de deux bandes de tissu fin formant naturellement de nombreux plis qui se rejoignent au milieu du buste selon une couture verticale. Cette dernière est recouverte par un motif ornemental. Le drapé oblique fait apparaître un drapé froncé uniquement sur l'un des côtés du bustier. Le bustier présente alors une dissymétrie marquée.
Robe bustierLa robe bustier est une robe présentant un bustier dans sa partie supérieure.

## Modes
Culture indienneDans la culture indienne, les bustiers ont une importance particulière. Le bustier des femmes est généralement confectionné par un tailleur de sexe masculin appartenant à la caste des tailleurs (Shimpi). Ensuite, le bustier est généralement décoré et brodé. Cependant, ce n'est jamais la femme qui le fait elle-même.
VeniseAu XVIe siècle, la mode de l'espoitrinement a incité les mariées à porter des bustiers assez courts qui laissaient à découvert une partie importante de la gorge. Critiqués à l'étranger et par les moralisateurs de l'époque, ces bustiers étaient souvent ornés de pierres précieuses et d'une ceinture de toile d'or. Le bustier en lui-même est en général en soie.